# Търстън (окръг, Небраска)
Вижте пояснителната страница за други значения на Търстън.
Окръг Търстън (на английски: Thurston County) е окръг в щата Небраска, Съединени американски щати. Площта му е 1026 km², а населението - 7171 души (2000). Административен център е град Пендър.